# قشلاق اغداش بهرام
قشلاق اغداش بهرام یک روستا در ایران است که در استان اردبیل واقع شده‌است. قشلاق اغداش بهرام ۴۰ نفر جمعیت دارد.